# Rachicerus pantherinus
Rachicerus pantherinus är en tvåvingeart som beskrevs av Akira Nagatomi 1970. Rachicerus pantherinus ingår i släktet Rachicerus och familjen vedflugor. Inga underarter finns listade i Catalogue of Life.